# Lazio vasútállomásainak listája

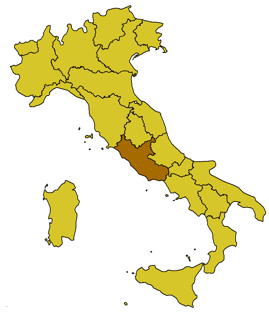
Lazio elhelyezkedése Olaszországban

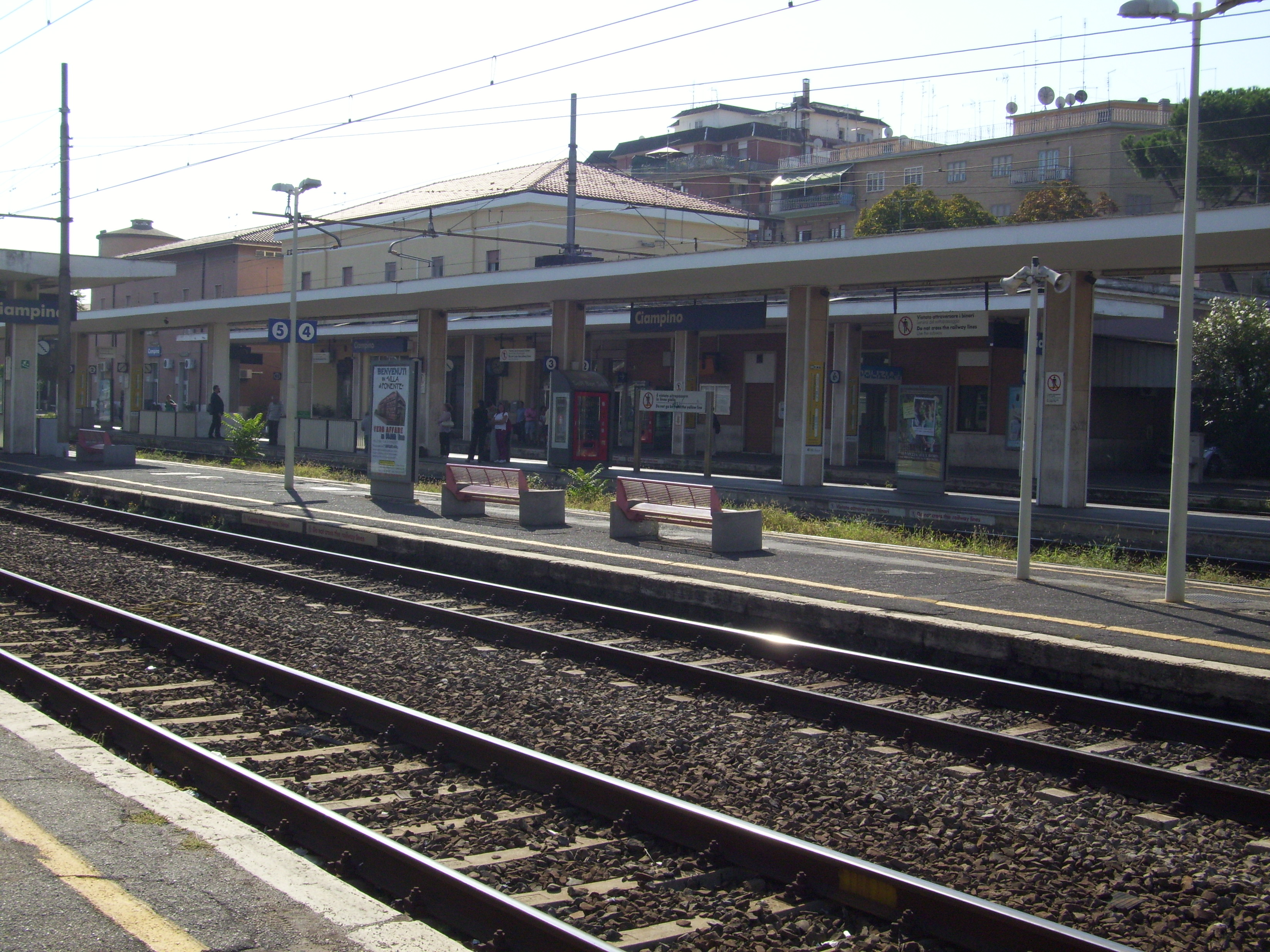
Stazione di Ciampino

Ez a lista az olasz Lazio régió vasútállomásait sorolja fel ábécé sorrendben.

## A lista
| Állomás neve                                    | Cím                                     | Közigazgatási egység  | Megye | Hálózat         | Kategória |
| ----------------------------------------------- | --------------------------------------- | --------------------- | ----- | --------------- | --------- |
| Stazione di Acqua Acetosa                       | Via dell'Acqua Acetosa                  | Ciampino              | Roma  | RFI             | bronz     |
| Stazione di Albano Laziale                      | Viale Europa, 5                         | Albano Laziale        | Roma  | RFI             | ezüst     |
| Stazione di Anagni-Fiuggi                       | Via dello Scalo FerroViario             | Anagni                | FR    | RFI             | ezüst     |
| Stazione di Anguillara                          | Via della stazione                      | Anguillara Sabazia    | Roma  | RFI             | ezüst     |
| Stazione di Antrodoco Centro                    | Viale della Stazione                    | Antrodoco             | RI    | RFI             | bronz     |
| Stazione di Antrodoco-Borgo Velino              | Piazza Marconi                          | Antrodoco             | RI    | RFI             | bronz     |
| Stazione di Anzio                               | Piazza R. Palomba                       | Anzio                 | Roma  | RFI             | ezüst     |
| Stazione di Anzio Colonia                       | Via Vasco De Gama                       | Anzio                 | Roma  | RFI             | ezüst     |
| Stazione di Appiano                             | Via Appiano e Via P. Petronia           | Róma                  | Roma  | RFI             | ezüst     |
| Stazione di Aprilia                             | Piazza F. Sada - Via della Stazione     | Aprilia               | LT    | RFI             | ezüst     |
| Stazione di Arce                                | Via stazione                            | Arce                  | FR    | RFI             | bronz     |
| Stazione di Arpino                              | Piazza stazione, 4                      | Arpino                | FR    | RFI             | bronz     |
| Stazione di Arsoli                              | Via della stazione                      | Arsoli                | Roma  | RFI             | bronz     |
| Stazione di Bagni di Tivoli                     | Via Ippolito d'Este, 1                  | Tivoli                | Roma  | RFI             | ezüst     |
| Stazione di Bracciano                           | Via Odescalchi, 1                       | Bracciano             | Roma  | RFI             | ezüst     |
| Stazione di Campo di Carne                      | Via della Cogna, 1                      | Aprilia               | LT    | RFI             | ezüst     |
| Stazione di Campoleone                          | Via Campoleone Scalo                    | Aprilia               | LT    | RFI             | ezüst     |
| Stazione di Cancelliera                         | Via Cancelliera                         | Albano Laziale        | Roma  | RFI             | bronz     |
| Stazione di Canetra                             | fraz. Canetra - Piazza della Stazione   | Castel Sant'Angelo    | RI    | RFI             | bronz     |
| Stazione di Capannelle                          | Via delle Capannelle                    | Róma                  | Roma  | RFI             | ezüst     |
| Stazione di Capranica-Sutri                     | Piazz G. Marconi, 9                     | Capranica             | VT    | RFI             | ezüst     |
| Stazione di Casabianca                          | Via dei Laghi, 1                        | Ciampino              | Roma  | RFI             | bronz     |
| Stazione di Cassino                             | Piazza Garibaldi, 26                    | Cassino               | FR    | RFI             | ezüst     |
| Stazione di Castel Gandolfo                     | Via A. Gramsci, 7                       | Castel Grandolfo      | Roma  | RFI             | ezüst     |
| Stazione di Castel Madama                       | Via Tiburtina                           | Castel Madama         | Roma  | RFI             | bronz     |
| Stazione di Castel Sant'Angelo                  | fraz. Vasche - Piazza della Stazione, 1 | Castel Sant'Angelo    | RI    | RFI             | bronz     |
| Stazione di Castro-Pofi-Vallecorsa              | Piazza della stazione                   | Castro dei Volsci     | FR    | RFI             | ezüst     |
| Stazione di Ceccano                             | Via per FroSInone                       | Ceccano               | FR    | RFI             | ezüst     |
| Stazione di Cecchina                            | Via della stazione                      | Albano Laziale        | Roma  | RFI             | ezüst     |
| Stazione di Ceprano-Falvaterra                  | Ceprano Scalo                           | Ceprano               | FR    | RFI             | ezüst     |
| Stazione di Cesano di Roma                      | Via della stazione di Cesano, 316       | Róma                  | Roma  | RFI             | ezüst     |
| Stazione di Ciampino                            | Piazza Luigi Rizzo, 1                   | Ciampino              | Roma  | RFI             | arany     |
| Stazione di Cisterna di Latina                  | Piazza Salvo D'Acquisto                 | Cisterna di Latina    | LT    | RFI             | ezüst     |
| Stazione di Cittaducale                         |                                         | Cittaducale           | RI    | RFI             | bronz     |
| Stazione di Civita Castellana-Magliano          | Via della stazione, (loc. Borghetto)    | Civita Castellana     | VT    | RFI             | ezüst     |
| Stazione di Civitavecchia                       | Via della Repubblica                    | Civitavecchia         | Roma  | Centostazioni   | arany     |
| Stazione di Colfelice                           | Via Roma                                | Colfelice             | FR    | RFI             | bronz     |
| Stazione di Colle Mattia                        | Via della stazione di Colle Mattia      | Róma                  | Roma  | RFI             | ezüst     |
| Stazione di Colleferro-Segni-Paliano            | Via Sabotino                            | Colleferro            | Roma  | RFI             | ezüst     |
| Stazione di Collevecchio-Poggio Sommavilla      | Via della Stazione                      | Collevecchio          | RI    | RFI             | bronz     |
| Stazione di Colonna Galleria                    | Via stazione                            | Colonna               | Roma  | RFI             | ezüst     |
| Stazione di Compre-San Vincenzo                 | Via per Compre                          | Sora                  | FR    | RFI             | bronz     |
| Stazione di Contigliano                         | Viale Regina Margherita                 | Contigliano           | RI    | RFI             | bronz     |
| Stazione di Fara Sabina-Montelibretti           | Piazza Martiri della Resistanza, 1      | Fara in Sabina        | RI    | RFI             | ezüst     |
| Stazione di Ferentino-Supino                    | Via dello Scalo                         | Ferentino             | FR    | RFI             | ezüst     |
| Stazione di Fidene                              | Largo Don A. Penazzi                    | Róma                  | Roma  | RFI             | ezüst     |
| Stazione di Fiera di Roma                       | Via Portuense (Km 16,600)               | Róma                  | Roma  | RFI             | ezüst     |
| Stazione di Fiumicino Aeroporto                 | Aeroporto L. Da Vinci                   | Fiumicino             | Roma  | RFI             | arany     |
| Stazione di Fondi-Sperlonga                     | Via Stazione                            | Fondi                 | LT    | RFI             | ezüst     |
| Stazione di Fontana Liri                        | Via stazione, 5                         | Fontana Liri          | FR    | RFI             | bronz     |
| Stazione di Fontana Liri Inferiore              | Via Muzzi                               | Fontana Liri          | FR    | RFI             | bronz     |
| Stazione di Fontanarosa-Cervaro                 | Via Fontanarosa                         | Rocca d’Evandro       | FR    | RFI             | bronz     |
| Stazione di Formia-Gaeta                        | Piazza IV Novembre 5                    | Formia                | LT    | Centostazioni   | arany     |
| Stazione di Frascati                            | Piazzale della stazione                 | Frascati              | Roma  | RFI             | ezüst     |
| Stazione di Frosinone                           | Piazza Kambo                            | Frosinone             | FR    | RFI             | ezüst     |
| Stazione di Gallese in Teverina                 | Via della Stazione                      | Gallese               | VT    | RFI             | bronz     |
| Stazione di Gavignano Sabino                    | Via Sabina Sud - P.zzale delle Stazione | Forano                | RI    | RFI             | ezüst     |
| Stazione di Gemelli                             | Via della Pineta Sacchetti              | Róma                  | Roma  | RFI             | ezüst     |
| Stazione di Greccio                             | Via della Stazione - loc. Sellecchia    | Greccio               | RI    | RFI             | bronz     |
| Stazione di Grotte Santo Stefano                | Via della stazione, 114                 | Viterbo               | VT    | RFI             | bronz     |
| Stazione di Guidonia-Montecelio-Sant'Angelo     | Piazza F. Baracca                       | Guidonia Montecelio   | Roma  | RFI             | ezüst     |
| Stazione di Ipogeo degli Ottavi                 | Via Trionfale (Km. 12,386)              | Róma                  | Roma  | RFI             | ezüst     |
| Stazione di Isola Liri                          | Via Beniamino Castaldi                  | Isola del Liri        | FR    | RFI             | bronz     |
| Stazione di Isoletta-San Giovanni Incarico      | Via San Giusta                          | Arce                  | FR    | RFI             | ezüst     |
| Stazione di Itri                                | Via Stazione                            | Itri                  | LT    | RFI             | bronz     |
| Stazione di La Giustiniana                      | Via Cassia (Km. 13,600)                 | Róma                  | Roma  | RFI             | ezüst     |
| Stazione di La Rustica Città                    | Via Achille Vertunni                    | Róma                  | Roma  | RFI             | ezüst     |
| Stazione di La Rustica U.I.R.                   | Via Andrea Noale                        | Róma                  | Roma  | RFI             | ezüst     |
| Stazione di La Storta                           | Via della stazione di La Storta, 27     | Róma                  | Roma  | RFI             | ezüst     |
| Stazione di Labico                              | Via Casilina                            | Labico                | Roma  | RFI             | ezüst     |
| Stazione di Labro-Moggio                        | loc. Labro Moggio                       | Colli sul Velino      | RI    | RFI             | bronz     |
| Stazione di Ladispoli-Cerveteri                 | Piazzale Roma, 1                        | Ladispoli             | Roma  | RFI             | ezüst     |
| Stazione di Lanuvio                             | Piazza della stazione                   | Lanuvio               | Roma  | RFI             | ezüst     |
| Stazione di Latina                              | Piazzale Caetani                        | Latina                | LT    | RFI             | ezüst     |
| Stazione di Lido di Lavinio                     | Via di Valle Schioia, 1                 | Anzio                 | Roma  | RFI             | ezüst     |
| Stazione di Lunghezza                           | Via Collatina, 985                      | Róma                  | Roma  | RFI             | ezüst     |
| Stazione di Maccarese-Fregene                   | Viale della stazione di Maccarese       | Fiumicino             | Roma  | RFI             | ezüst     |
| Stazione di Magliana                            | Via Tempio degli Arvali, 2              | Róma                  | Roma  | RFI             | ezüst     |
| Stazione di Manziana-Canale Monterano           | Via della Stazione                      | Manziana              | Roma  | RFI             | ezüst     |
| Stazione di Marcellina-Palombara                | Via della stazione                      | Marcellina            | Roma  | RFI             | ezüst     |
| Stazione di Marechiaro                          | Via della Fornace                       | Anzio                 | Roma  | RFI             | ezüst     |
| Stazione di Marina di Cerveteri                 | Piazzale stazione, 1                    | Cerveteri             | Roma  | RFI             | ezüst     |
| Stazione di Marino Laziale                      | Piazza della stazione, 1                | Marino                | Roma  | RFI             | ezüst     |
| Stazione di Minturno-Scauri                     | Via A. Sebastiani                       | Minturno              | LT    | RFI             | ezüst     |
| Stazione di Montalto di Castro                  | Via della stazione                      | Montalto di Castro    | VT    | RFI             | ezüst     |
| Stazione di Monte San Biagio                    | Via Appia                               | Monte San Biagio      | LT    | RFI             | ezüst     |
| Stazione di Montefiascone                       | Via della Stazione, loc. Zapponami      | Montefiascone         | VT    | RFI             | ezüst     |
| Stazione di Monterotondo-Mentana                | Piazzale della Stazione, 1              | Monterotondo          | Roma  | RFI             | ezüst     |
| Stazione di Morolo                              | Via Morolense                           | Morolo                | FR    | RFI             | bronz     |
| Stazione di Muratella                           | Via della Magliana (Km. 8,600)          | Róma                  | Roma  | RFI             | ezüst     |
| Stazione di Nettuno                             | Piazza 9 Settembre 1943                 | Nettuno               | Roma  | RFI             | ezüst     |
| Stazione di Nuovo Salario                       | Via Serpentara                          | Róma                  | Roma  | RFI             | ezüst     |
| Stazione di Olgiata                             | Via Braccianese                         | Róma                  | Roma  | RFI             | ezüst     |
| Stazione di Oriolo                              | Via della Stazione, 26                  | Oriolo Romano         | VT    | RFI             | ezüst     |
| Stazione di Orte                                | Piazza Giovanni XXIII, 2                | Orte                  | VT    | Centostazioni   | arany     |
| Stazione di Ottavia                             | Via della stazione di OttaVia, 5        | Róma                  | Roma  | RFI             | ezüst     |
| Stazione di Padiglione                          | Viale Palmolive                         | Anzio                 | Roma  | RFI             | ezüst     |
| Stazione di Palmiro Togliatti                   | Via Collatina Vecchia                   | Róma                  | Roma  | RFI             | ezüst     |
| Stazione di Pantanella                          | Via Romana, 2                           | Ciampino              | Roma  | RFI             | bronz     |
| Stazione di Parco Leonardo                      | Via Giulio Romano                       | Fiumicino             | Roma  | RFI             | ezüst     |
| Stazione di Pavona                              | Via del Mare, 20                        | Albano Laziale        | Roma  | RFI             | ezüst     |
| Stazione di Piana Bella di Montelibretti        | Via strada della neve                   | Montelibretti         | Roma  | RFI             | ezüst     |
| Stazione di Piedimonte-Villa Santa Lucia-Aquino | Via CaSIlina Nord                       | Aquino                | FR    | RFI             | bronz     |
| Stazione di Poggio Fidoni                       | fraz. Poggio Fidoni - Via Larghetto,    | Rieti                 | RI    | RFI             | bronz     |
| Stazione di Poggio Mirteto                      | Piazza Ugo Caccia                       | Poggio Mirteto        | RI    | RFI             | ezüst     |
| Stazione di Pomezia-Santa Palomba               | Via della stazione di Pomezia           | Pomezia               | Roma  | RFI             | ezüst     |
| Stazione di Ponte Galeria                       | Via della stazione P. Galeria           | Róma                  | Roma  | RFI             | ezüst     |
| Stazione di Priverno-Fossanova                  | Via Marittima                           | Pontinia              | LT    | RFI             | ezüst     |
| Stazione di Quattro Venti                       | Viale dei Quattro Venti                 | Róma                  | Roma  | RFI             | ezüst     |
| Stazione di Rieti                               | Piazza Mazzini, 1                       | Rieti                 | RI    | RFI             | ezüst     |
| Stazione di Rocca d'Evandro-San Vittore         | Via Stazione 25                         | San Vittore del Lazio | FR    | RFI             | bronz     |
| Stazione di Rocca di Corno                      | S.S. 17 - loc. Rocca di Corno           | Antrodoco             | RI    | RFI             | bronz     |
| Stazione di Rocca di Fondi                      | loc. Rocca di Fondi                     | Antrodoco             | RI    | RFI             | bronz     |
| Stazione di Roccasecca                          | Piazza Risorgimento, 2                  | Roccasecca            | FR    | RFI             | ezüst     |
| Stazione di Roma Aurelia                        | Via della stazione Aurelia              | Róma                  | Roma  | RFI             | ezüst     |
| Stazione di Roma Balduina                       | Via Damiano Chiesa, 2                   | Róma                  | Roma  | RFI             | ezüst     |
| Stazione di Roma Monte Mario                    | Piazza De Sanctis, 1                    | Róma                  | Roma  | RFI             | ezüst     |
| Stazione di Roma Nomentana                      | Via Val d'Aosta                         | Róma                  | Roma  | RFI             | ezüst     |
| Stazione di Roma Ostiense                       | Piazzale dei Partigiani, 1              | Róma                  | Roma  | Centostazioni   | arany     |
| Stazione di Roma Prenestina                     | Piazza della Stazione Prenestina, 6     | Róma                  | Roma  | RFI             | ezüst     |
| Stazione di Roma San Filippo Neri               | Via Trionfale (Km. 10)                  | Róma                  | Roma  | RFI             | ezüst     |
| Stazione di Roma San Pietro                     | Piazza della stazione di S. Pietro, 4   | Róma                  | Roma  | RFI             | arany     |
| Stazione di Roma Termini                        | Piazza dei Cinquecento                  | Róma                  | Roma  | Grandi Stazioni | platinum  |
| Stazione di Roma Tiburtina                      | Piazzale della stazione Tiburtina       | Róma                  | Roma  | Grandi Stazioni | platinum  |
| Stazione di Roma Trastevere                     | Piazza Flavio Biondo, 1                 | Róma                  | Roma  | Centostazioni   | arany     |
| Stazione di Roma Tuscolana                      | Piazza della stazione Tuscolana, 9      | Róma                  | Roma  | RFI             | ezüst     |
| Stazione di Roviano                             | Via della stazione                      | Roviano               | Roma  | RFI             | bronz     |
| Stazione di Sant'Eurosia                        | Località S. Eurosia                     | Velletri              | Roma  | RFI             | bronz     |
| Stazione di San Gennaro                         | Località S. Gennaro                     | Genzano di Roma       | Roma  | RFI             | bronz     |
| Stazione di Santa Maria delle Mole              | Piazzale Matteotti 1                    | Marino                | Roma  | RFI             | ezüst     |
| Stazione di Santa Marinella                     | Via della stazione                      | Santa Marinella       | Roma  | RFI             | ezüst     |
| Stazione di Santa Severa                        | Via della stazione                      | Santa Marinella       | Roma  | RFI             | ezüst     |
| Stazione di Salone                              | Via della stazione di Salone, 32        | Róma                  | Roma  | RFI             | bronz     |
| Stazione di Santopadre                          | Via Vagni                               | Arpino                | FR    | RFI             | bronz     |
| Stazione di Sassone                             | Via dei Laghi                           | Ciampino              | Roma  | RFI             | bronz     |
| Stazione di Serenissima                         | Viale della Serenissima                 | Róma                  | Roma  | RFI             | ezüst     |
| Stazione di Settebagni                          | Via della stazione di Settebagni, 27    | Róma                  | Roma  | RFI             | ezüst     |
| Stazione di Sezze Romano                        | Piazza della Repubblica                 | Sezze                 | LT    | RFI             | ezüst     |
| Stazione di Sgurgola                            | Via della stazione                      | Sgurgola              | FR    | RFI             | bronz     |
| Stazione di Sipicciano                          | Via Casettone                           | Graffignano           | VT    | RFI             | bronz     |
| Stazione di Sipicciano S.Nicola                 | Strada di campagna                      | Graffignano           | VT    | RFI             | bronz     |
| Stazione di Sora                                | Via della stazione                      | Sora                  | FR    | RFI             | ezüst     |
| Stazione di Sorgenti del Peschiera              | loc. Casali di Micciani                 | Cittaducale           | RI    | RFI             | bronz     |
| Stazione di Stimigliano                         | Piazzale della stazione, 8              | Stimigliano           | RI    | RFI             | ezüst     |
| Stazione di Tarquinia                           | Via Vecchia della stazione              | Tarquinia             | VT    | RFI             | ezüst     |
| Stazione di Tivoli                              | Viale Mazzini                           | Tivoli                | Roma  | RFI             | ezüst     |
| Stazione di Tor Sapienza                        | Via Alberto Pasini                      | Róma                  | Roma  | RFI             | ezüst     |
| Stazione di Tor Vergata                         | Via di Tor Vergata                      | Frascati              | Roma  | RFI             | ezüst     |
| Stazione di Torre in Pietra-Palidoro            | Via della stazione                      | Fiumicino             | Roma  | RFI             | ezüst     |
| Stazione di Torricola                           | Piazza della stazione di Torricola      | Róma                  | Roma  | RFI             | ezüst     |
| Stazione di Tre Croci                           | Piazza Europa                           | Vetralla              | VT    | RFI             | bronz     |
| Stazione di Valle Aurelia                       | Via A. Emo e Via B. degli Ubaldi        | Róma                  | Roma  | RFI             | ezüst     |
| Stazione di Valle dell'Aniene-Mandela-Sambuci   |                                         | Vicovaro              | Roma  | RFI             | ezüst     |
| Stazione di Valmontone                          | Via 25 Aprile, 4                        | Valmontone            | Roma  | RFI             | ezüst     |
| Stazione di Velletri                            | Piazzale Martiri d'Ungheria             | Velletri              | Roma  | RFI             | ezüst     |
| Stazione di Vetralla                            | Via della Stazione                      | Vetralla              | VT    | RFI             | ezüst     |
| Stazione di Vicovaro                            | Via della Stazione                      | Vicovaro              | Roma  | RFI             | bronz     |
| Stazione di Vigna di Valle                      | S.S. Braccianense                       | Bracciano             | Roma  | RFI             | bronz     |
| Stazione di Villa Bonelli                       | Via Guido Miglioli                      | Róma                  | Roma  | RFI             | ezüst     |
| Stazione di Villa Claudia                       | Viale di Villa Claudia                  | Anzio                 | Roma  | RFI             | ezüst     |
| Stazione di Villetta                            | Vicolo degli Staz                       | Castel Grandolfo      | Roma  | RFI             | bronz     |
| Stazione di Viterbo Porta Fiorentina            | Viale Trento, 116                       | Viterbo               | VT    | RFI             | ezüst     |
| Stazione di Viterbo Porta Romana                | Viale M. Romiti, 8                      | Viterbo               | VT    | RFI             | ezüst     |
| Stazione di Zagarolo                            | Via della stazione                      | Zagarolo              | Roma  | RFI             | ezüst     |